# Hohenfurch
Hohenfurch település Németországban, azon belül Bajorországban. Lakosainak száma 1691 fő (2023. december 31.). Hohenfurch Peiting és Schongau községekkel határos.

## Népesség
A település népessége az elmúlt években az alábbi módon változott:
| Lakosok száma | 550  | 1107 | 1145 | 1274 | 1539 | 1537 | 1567 | 1570 | 1673 | 1691 |
|               | 1875 | 1950 | 1975 | 1987 | 2012 | 2014 | 2016 | 2017 | 2021 | 2023 |